# Vento di terra
Pour plus de détails, voir Fiche technique et Distribution.
Vento di terra est un film italien réalisé par Vincenzo Marra, sorti en 2004. Ce drame social donne l'impression d'un documentaire puisqu'il est filmé dans des décors naturels et joué par des acteurs non professionnels.

## Synopsis
Enzo, un jeune banlieusard napolitain, est confronté à la précarité, à la suite du décès brutal de son père et au départ de sa sœur aînée. Menacé d'être expulsé de l'appartement familial, il participe à un braquage malheureux, séjourne en prison, puis s'engage dans l'armée.

## Fiche technique
- Titre : Vento di terra
- Réalisation et scénario : Vincenzo Marra
- Photographie : Mario Amura
- Costumes : Daniela Ciancio
- Production : Tilde Corsi, Gianni Romoli
- Durée : 90 minutes
- Pays de production :  Italie
- Format : couleurs
- Année de réalisation : 2004
- Date de sortie :  France : 23 novembre 2005
- Genre : Drame

## Distribution
- Vincenzo Pacilli : Enzo
- Edoardo Melone : Bruno
- Francesco Giuffrida : Luca
- Giovanna Ribera : Marina